# Jeff Violo
Jeff Violo (* in Calgary, Alberta), bei der FIS fälschlicherweise Viola, ist ein ehemaliger kanadischer Freestyle-Skier. Er startete in allen Disziplinen und gewann bei den Weltmeisterschaften 1991 die Silbermedaille in der Kombination. Im Weltcup gelangen ihm neun Podestplätze.

## Biografie
Jeff Violo gab am 23. Januar 1986 in Breckenridge sein Debüt im Freestyle-Skiing-Weltcup. Er spezialisierte sich anfangs auf das Ballett, konnte dabei aber keine Spitzenplatzierungen erreichen. Ab Januar 1988 bestritt er zusätzlich Wettkämpfe im Aerials (Springen) und nahm ein Jahr später schließlich auch die Buckelpiste in sein Programm auf. Sein erstes Spitzenresultat gelang ihm im Januar 1989 als Vierter in der Kombination von Calgary.
1989/90 bestritt Violo erstmals sämtliche Wettkämpfe und belegte in der Kombination insgesamt fünf Podestplätze. Sein bestes Weltcup-Ergebnis überhaupt glückte ihm als Zweitem beim Saisonfinale in La Clusaz, wo er sich nur Trace Worthington geschlagen geben musste. Sowohl im Ballett (Zehnter in Inawashiro) als auch im Aerials (Sechster in Iizuna Kōgen) stellte er Karrierebestleistungen auf. Die Weltcup-Gesamtwertung und die Kombinations-Disziplinenwertung schloss er als jeweils Vierter ab. Diese Platzierungen konnte er im folgenden Winter dank vier weiterer Podestplätze in seiner Paradedisziplin verteidigen und obendrein die ersten Punkte auf der Buckelpiste gewinnen. Den größten Erfolg seiner Karriere feierte er bei den Weltmeisterschaften in Lake Placid mit dem Gewinn der Kombinations-Silbermedaille hinter Sergei Schuplezow. Seinen letzten Weltcup absolvierte er im März 1991.
Violo arbeitet als Unternehmensberater in Calgary.

## Erfolge

### Weltmeisterschaften
- Lake Placid 1991: 2. Kombination, 11. Ballett, 13. Aerials, 29. Moguls

### Weltcup
- 21 Platzierungen unter den besten zehn, davon 9 Podestplätze

### Weltcupwertungen
| Saison  | Gesamt | Gesamt | Aerials | Aerials | Moguls | Moguls | Ballett | Ballett | Kombination | Kombination |
| Saison  | Platz  | Punkte | Platz   | Punkte  | Platz  | Punkte | Platz   | Punkte  | Platz       | Punkte      |
| ------- | ------ | ------ | ------- | ------- | ------ | ------ | ------- | ------- | ----------- | ----------- |
| 1986/87 | –      | –      | –       | –       | –      | –      | 38.     | 3       | –           | –           |
| 1988/89 | 43.    | 14     | 24.     | 52      | –      | –      | 37.     | 9       | 10.         | 23          |
| 1989/90 | 4.     | 39     | 16.     | 77      | –      | –      | 15.     | 78      | 4.          | 78          |
| 1990/91 | 4.     | 28     | 18.     | 86      | 60.    | 2      | 23.     | 56      | 4.          | 99          |

### Weitere Erfolge
- 1 kanadischer Meistertitel (Kombination 1990)[1]